# Matrimonio a prima vista Italia (quarta edizione)
La quarta edizione del reality show Matrimonio a prima vista Italia è andata in onda in prima serata su Real Time dal 4 settembre al 5 novembre 2019 per dieci puntate
Il programma è condotto con la presenza di tre esperti: Mario Abis (come sociologo) e Nada Loffredi (come sessuologa) - per il quarto anno consecutivo, e di Fabrizio Quattrini, in sostituzione Gerry Grassi, (come psicoterapeuta).
Le puntate della quarta edizione del programma vengono rese disponibili in anteprima, con cadenza di un episodio a settimana prima della messa in onda, sulla piattaforma digitale Discovery+, a partire dal 28 agosto 2019.

## I partecipanti
| Coppia | Coppia              | Età | Professione               | Città    | Decisione Finale | Stato dopo alcuni mesi | Stato attuale |
| n°     | Sposi               | Età | Professione               | Città    | Decisione Finale | Stato dopo alcuni mesi | Stato attuale |
| ------ | ------------------- | --- | ------------------------- | -------- | ---------------- | ---------------------- | ------------- |
| 1      | Ambra Radicioni     | 27  | Infermiera                | Ardea    | Divorziati       | Divorziati             | Divorziati    |
| 1      | Marco Rompietti     | 31  | Organizzatore di eventi   | Terni    | Divorziati       | Divorziati             | Divorziati    |
| 2      | Cecilia De Stefanis | 32  | Erborista                 | Roma     | Sposati          | Divorziati             | Divorziati    |
| 2      | Luca Serena         | 31  | Consulente alla sicurezza | Vercelli | Sposati          | Divorziati             | Divorziati    |
| 3      | Federica Maiorano   | 30  | Commessa                  | Arluno   | Divorziati       | Divorziati             | Divorziati    |
| 3      | Fulvio Amoruso      | 31  | Addetto alla logistica    | Grosseto | Divorziati       | Divorziati             | Divorziati    |

## Ascolti
| Episodi | Nome episodio                                          | Messa in onda     | Telespettatori | Share |
| ------- | ------------------------------------------------------ | ----------------- | -------------- | ----- |
| 1       | La formazione delle coppie                             | 4 settembre 2019  | 699.000        | 3,20% |
| 2       | Il matrimonio                                          | 4 settembre 2019  | 931.000        | 5,30% |
| 3       | Il viaggio di nozze                                    | 11 settembre 2019 | 834.000        | 3,60% |
| 4       | Dalla luna di miele alla convivenza                    | 11 settembre 2019 | 972.000        | 5,10% |
| 5       | Conoscersi nella convivenza                            | 18 settembre 2019 | 730.000        | 3,00% |
| 6       | Dal rapporto a due alle uscite con gli amici e parenti | 18 settembre 2019 | 874.000        | 4,50% |
| 7       | Le reunion delle coppie                                | 25 settembre 2019 | 927.000        | 3,50% |
| 8       | I momenti mai visti                                    | 2 ottobre 2019    | 834.000        | 3,40% |
| 9       | La decisione finale                                    | 2 ottobre 2019    | 1.076.000      | 5,20% |
| 10      | Sei mesi dopo                                          | 5 novembre 2019   | 949.000        | 3,50% |
| Media   | Media                                                  | Media             | 883.000        | 4,03% |